# Новиків Олександр Михайлович
Новиків Олександр Михайлович (2 січня 1880, Самарська губернія, Російська імперія — ?) — старшина Дієвої Армії УНР.

## Біографія
Народився у Самарській губернії. 
Закінчив 3-тє військове Олександрівське училище (у 1899 році), вийшов до 1-го піхотного Невського полку (місто Смоленськ). Закінчив Військово-інтендантську академію за 1-м розрядом (у 1907 році), служив у інтендантському управлінні Варшавської військової округи. З 6 грудня 1911 року — інтендант 18-ї піхотної дивізії. Останнє звання у російській армії — полковник.
З 20 листопада 1918 року та станом на вересень 1919 року — начальник організаційного відділу Головного управління Генерального штабу Дієвої Армії УНР. 
Подальша доля невідома.